# Lidové povídky jihomakedonské
„Lidové povídky jihomakedonské“ (в превод от чешки език Южномакедонски народни приказки) е етнографски сборник с български народни приказки, предания и легенди, събрани от Стефан Веркович и издадени от Пьотър Лавров и Иржи Поливка в Прага в 1932 година. Сборникът е изключително ценен, тъй като съдържа едни от първите записи на български вълшебни приказки.

## Предистория
Още в предговора си на „Народне песме македонски бугара“ (1860) Веркович изяснява, че замисля да издаде втори том на сборника с трапезни и юнашки песни, а по-късно ще записва народни приказки и предания. Поради ангажираността си в диспута около „Веда Словена“, не успява да осъществи тези замисли приживе. В „Сборникъ македонскихъ пѣсенъ, сказокъ, обычаевъ С. И. Верковича“, издаден в 1908 г., Пьотър Лавров дава пълен преглед на фолклорния архив на Веркович в Руската академия на науките в Санкт Петербург и обещава да ги издаде. В 1920 година Лавров публикува „Сборникъ Верковича. Ι. Народныя пѣсни македонскихъ болгаръ“, в който издава 200 трапезарски песни.

## Подготовка
В късия си предговор на чешки език Иржи Поливка казва, че приказките, събрани от Веркович, започват да се печатат от Руската академия още в 1914 г., но поради избухналата Първа световна война и последвалата Болшевишка революция в Русия, отпечатването не успява да бъде завършено. Лавров и Поливка се договарят, изданието да бъде поето от Чешката академия и изданието да има научен апарат, за разлика от сборника с трапезарските песни.
В сборника се публикуват приказките, запазени в Санкт Петербург, и 34 приказки от софийския архив на Веркович, изпратени на Поливка от Иван Шишманов. Подготовката на сборника става бавно, тъй като коректурите се изпращат и в Ленинград на Лавров и в София на Стоян Романски. След смъртта на Лавров в 1929 година, сравняването на коректурите с оригиналния ръкопис в Ленинград е поето от Милий Долобко. Коректурите са получени от Поливка през декември 1929 г. и сборникът излиза в 1932 г., като Поливка го нарича съвместно дело на руската, чешката и българската наука.
Вторият предговор – на Лавров, е на руски език и е по-обширен. В него той разглежда единствено приказките от петроградския архив на Веркович на фона на издадения Верковичов сборник „Народне песме македонски бугара“ (1860).
Материалите са придружени с добър научен коментар, с резюме на чешки, с показалец на мотивите и обширно изследване върху езика им от Лавров.
Междувременно докато тече подготовката на сборника, Поливка публикува статия за две от приказките от софийския архив на Веркович, посветени на промяна на пола – жена се превръща в мъж, и сравнени с други балкански версии на този мотив. Тези две приказки са публикувани по-късно и от Романски, който после публикува и две нови приказки от софийския архив на Веркович, написани с гръцко писмо.

## Произход на петербургските материали
Относно произхода на петроградските материали Лавров заявява в увода, че Веркович не е оставил никакви данни за това кой, къде и кога ги е записал. Под приказка № 5 има следната забележка:
| „ | Спроти как говорат Солунска кааза на село Баливиц. Това село се намира край Лагадинску поли срящя Василското езеро. | “ |

Така според Лавров песните и приказките очевидно са от „Солунски окръг и неговите села Висока и Баливиц в Лъгадинското поле, т.е. равнината срещу Василското езеро“.
След публикуването на част от кореспонденцията на Веркович, съхранявана в Българската академия на науките, Блаже Конески констатира, че записвач на приказките е сътрудникът на Веркович Христодул Божиков, учител в село Висока и смята, че Божиков е започнал събирането на материалите още в 1860 година. Един от информаторите на Божиков е посочен поименно – Маргарит, „наш добрий прикажник“.

## Език на петербургските материали
Лавров публикува в сборника специална студия посветена на езика на материалите, наречена „Описание говора, лежащего в основе зборника Верковича“. Тя има четири глави: Ι опис на звуковете, ΙΙ опис на формите, III синтаксис и IV семантика. Според него най-важната езикова особеност на приказките са „следите от носовия изговор, който и днес се пази в юга на Македония, в присолунския край“ и според него тези приказки са най-старият записан материал по въпроса с носовките и за да може да се ползва от славистите прави и списък на многобройните думи със следи от назално произношение. Лавров също така обръща внимание на факта, че записвачът е човек с гръцко образование и гръцкото влияние си личи в записаните текстове.
В сборника Лавров публикува и два речника с думи от гръцки (с. 354 – 358) и с думи от турски произход (359 – 383). Думите в тях са само такива, които ги няма в „Речника на българския език“ на Найден Геров и обясненията са на руски. Тъй като Лавров обаче изпуска доста думи, са добавени още два речника – на Ян Рипка с обяснения на чешки (с. 526 – 527) и на Стоян Романски с обяснения на български (с. 527 – 572).
И на последно място, по поръчка на Лавров, в сборника е публикуван труда на Николай Дмитриев „Материали Верковича как туркологический памятник“ (с. 343 – 354), в който са разгледани граматическите и лексическите османизми.
Езикът на текстовете показва множество непоследователности при предаването на отделните звуци и думи, не само в отделните приказки, но и в една и съща приказка, а често и в едно и също изречение. Според Кирил Пенушлиски „недоследното предавање на назализмот можеби резултира од процесот на неговото губење во живиот говор во тоа време“.

## Софийски материали
Освен петербургските материали в сборника са публикувани и 34 приказки от софийския архив на Веркович (с. 253 – 296) и са описани накратко от Поливка (с. 252 – 253). Става дума за две тетрадки изписани с гръцки букви. Едната е изписана от Димитър Михалев в 1867 г. в Горно Броди и съдържа четири приказки (№100 – 103 в сборника) и девет песни. В другата тетрадка няма данни за автора, но той е от същия край. Приказките и песните са преписани на кирилица от Стоян Романски, който издава и песните.
Втората част от софийските материали е подвързан сборник. Първият е изписал около една четвърт от него с песни, три приказки (№ 131 – 133 в сборника), пословици, описания на обичаи, гатанки, детски игри, без данни за записвача и мястото. Останалите 3/4 са с надпис „Приказни собрани от села Лехово, Тѫрли и Старчища“ и накрая му има бележка:
| „ | Сички пѣсни и приказни Шо су въ сей тевтеръ писани, Отъ староискусни певци И македонски дѣвици Прилежно су субраха И су редомъ записаха От Йована попъ Илиевъ Назоваемъ Гологановъ В Тѫрли село породенъ В Крушово село приселенъ 1866. Весецъ Фебруария. | “ |

В тази втора част на ръкописа има 12 приказки (№117 – 130).
От останалите софийски материали, други три тетрадки със същия ръкопис, в сборника са публикувани две приказки (№ 107 и 108). Други шест приказки на същия записвач на шест листа са под № 109 – 114. И накрая са записани още три приказки, като две са публикувани в сборника (№ 115 и 116), а третата е оставена като недовършена.

## Научен коментар
Обстойният научен коментар на сборника е дело на Иржи Поливка (с. 385 – 525). Той обширно преразказва на чешки съдъранието на всички приказки и същевременно сочи техните варианти в световния фолклор. Много от приказките са варианти на същите приказки, най-често сред балканските народи, но показват нови мотиви. Над 25 приказки в сборника са уникални според Поливка. Други са адаптации на песни в проза. Отделни приказки в сборника са варианти – № 10 и 63, 43 и 91, 44, 92 и 111, 48 и 87, 57 и 102, 60 и 117, 74 и 118 и други.
Приказките са без заглавия с изключение на № 61, озаглавена „Душун даяп“, № 109 „Сиромаот човек и Дедо Господ“, предание № 107 „Предание за змеюве-те“ и предание 124 „За слънцогрева“.
Първите 99 приказки – на Христодул Божиков, са доминиращо вълшебни – повече от половината. Божиков не е записвал легенди и само една приказка за животни. Във втората част на сборника също преобладават вълшебните приказки. Христодул Божиков като свещеник и учител обработва приказките с цел да покаже как образованието помага на сиромасите в живота. Такава е например №55, която според Кирил Пенушлиски е лично негово дело. В някои от приказките е демонстрирано явно българско национално чувство, противопоставяйки българите на гърците, турците, евреите – например № 67, в която се разказва за двама гърци, които се опитват да измамят един българин, и която завършва:
| „ | Тогаш гърците познаха, че Бог на българите помага, а не на гърците. | “ |